# Sólyom Hungarian Airways
Sólyom Hungarian Airways est une compagnie aérienne hongroise créée en 2013 par des investisseurs privés afin de pallier la faillite de la compagnie Malév. Elle devait commencer ses vols depuis l'aéroport international de Budapest-Ferenc Liszt.